# Qottus
Els qottus són els membres del grup ètnic dels oromos que viuen a la zona de Harari, a Etiòpia Oriental. Parlen la llengua qottu o oromo oriental, una llengua cuixítica. Es van barrejar amb musulmans de Harar, sobretot els seus nobles i que el 1821 van intentar sense aconseguir-ho dominar la regió.
Hi ha 4.526.000 parlants d'oromo oriental a Etiòpia. Segons Joshuaproject n'hi ha 5.456.000.
Els qottus són un poble agrícola. Cultiven cotó i cafè i tenen ramaderia.